# Lula (Georgia)
Lula – miasto w Stanach Zjednoczonych, w stanie Georgia, w hrabstwie Banks.